# Hotan
Hotan (Chinees: 和田 Hétián, Oeigoers: خوتەن Khoten) is een stad in het westen van China, in het zuidelijk deel van de autonome regio Xinjiang. De stad heeft 114.000 inwoners, ligt in de Taklamakanwoestijn en is in de wijde omtrek de enige grote plaats van betekenis.
De stad is een oase aan de zuidelijke zijderoute met een lange geschiedenis. De stad bracht zijde en jade voort, en was de hoofdstad van het koninkrijk Hotan. Tegenwoordig bestaat de bevolking vooral uit Oeigoeren.
De stad ligt aan de weg Kashgar - Yengisar - Hotan - Qiemo - Ruoqiang - Delhi naar Xining.